# Scottish Premiership Player of the Month
Der Scottish Premiership Player of the Month (deutsch Spieler des Monats) ist eine Auszeichnung für den besten Fußballspieler des Monats in der Scottish Premiership, die seit der Saison 2013/14 verliehen wird.

## Saison 2013/14

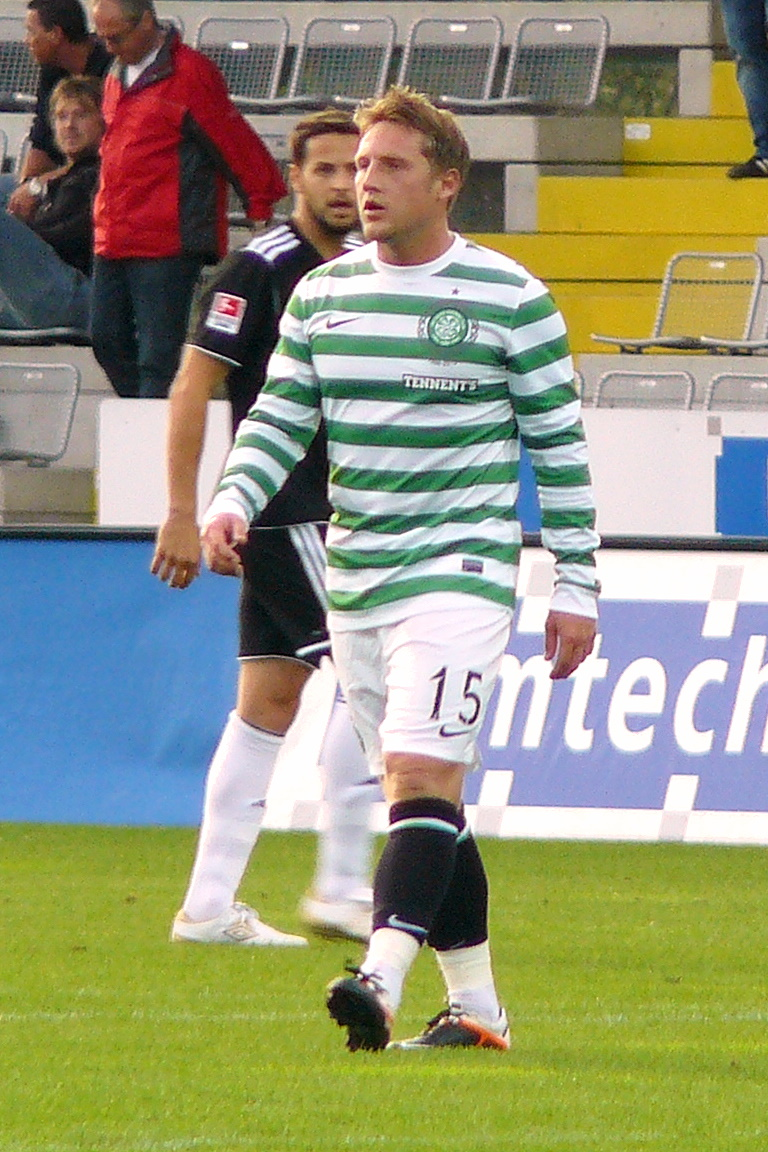
Kris Commons

| Monat     | Jahr | Spieler          | Nationalität | Verein                       |
| --------- | ---- | ---------------- | ------------ | ---------------------------- |
| August    | 2013 | Richie Foran     | Irland       | Inverness Caledonian Thistle |
| September | 2013 | Billy McKay      | Nordirland   | Inverness Caledonian Thistle |
| Oktober   | 2013 | Stevie May       | Schottland   | FC St. Johnstone             |
| November  | 2013 | Andrew Robertson | Schottland   | Dundee United                |
| Dezember  | 2013 | Kris Commons     | Schottland   | Celtic Glasgow               |
| Januar    | 2014 | Fraser Forster   | England      | Celtic Glasgow               |
| Februar   | 2014 | Adam Rooney      | Irland       | FC Aberdeen                  |
| März      | 2014 | Rory McAllister  | Schottland   | FC Peterhead                 |
| April     | 2014 | Kenny McLean     | Schottland   | Heart of Midlothian          |

## Saison 2014/15

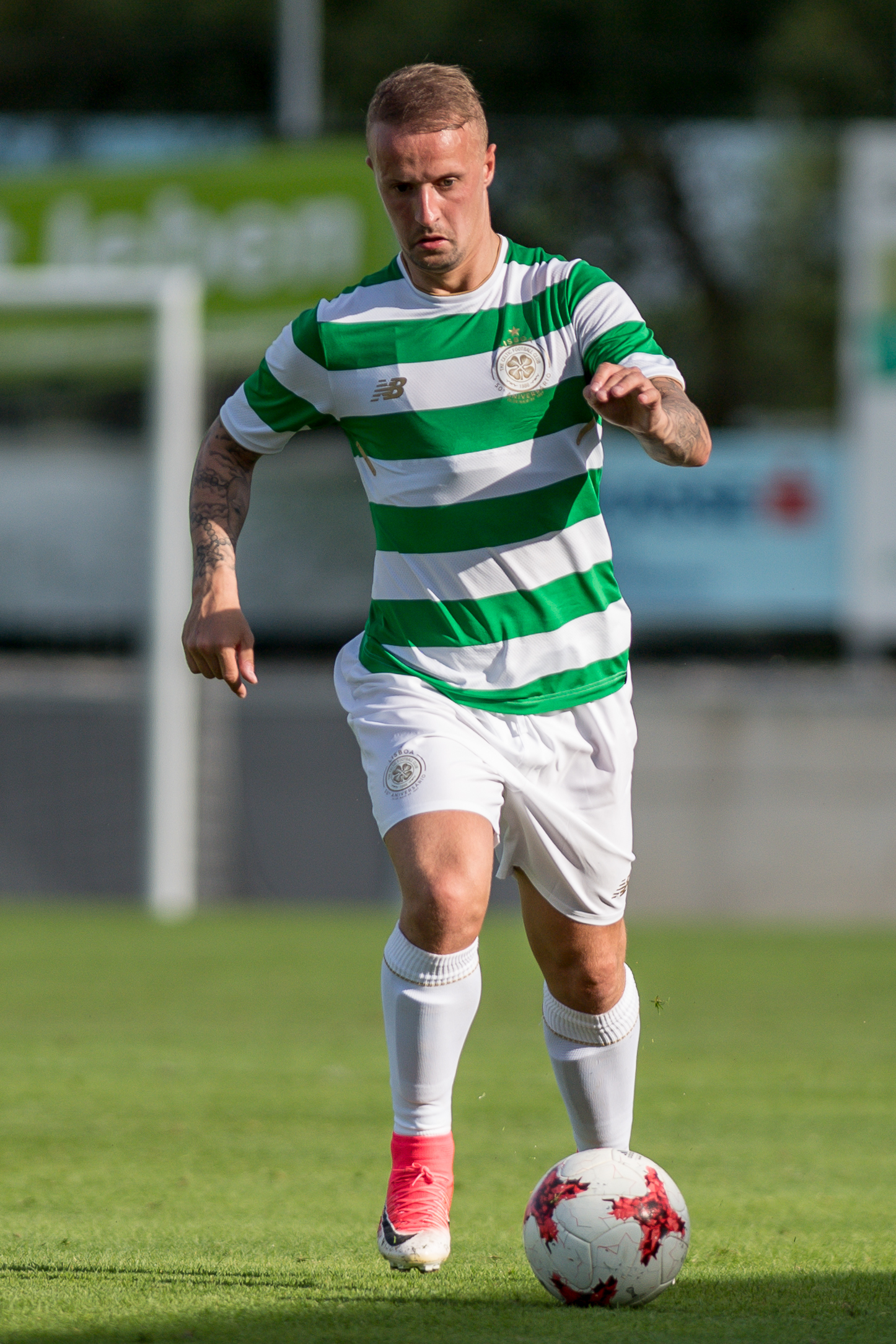
Leigh Griffiths

| Monat     | Jahr | Spieler          | Nationalität | Verein                       |
| --------- | ---- | ---------------- | ------------ | ---------------------------- |
| August    | 2014 | Ross Draper      | Schottland   | Inverness Caledonian Thistle |
| September | 2014 | Paul Paton       | Nordirland   | Dundee United                |
| Oktober   | 2014 | John Guidetti    | Schweden     | Celtic Glasgow               |
| November  | 2014 | David Clarkson   | Schottland   | FC Dundee                    |
| Dezember  | 2014 | Ryan Jack        | Schottland   | FC Aberdeen                  |
| Januar    | 2015 | Greg Stewart     | Schottland   | FC Dundee                    |
| Februar   | 2015 | Stefan Johansen  | Norwegen     | Celtic Glasgow               |
| März      | 2015 | Raffaele De Vita | Italien      | Ross County                  |
| April     | 2015 | Leigh Griffiths  | Schottland   | Celtic Glasgow               |

## Saison 2015/16
| Monat     | Jahr | Spieler            | Nationalität | Verein           |
| --------- | ---- | ------------------ | ------------ | ---------------- |
| August    | 2015 | Leigh Griffiths    | Schottland   | Celtic Glasgow   |
| September | 2015 | Niall McGinn       | Schottland   | FC Aberdeen      |
| Oktober   | 2015 | Leigh Griffiths    | Schottland   | Celtic Glasgow   |
| November  | 2015 | Michael O’Halloran | Schottland   | FC St. Johnstone |
| Dezember  | 2015 | Liam Boyce         | Nordirland   | Ross County      |
| Januar    | 2016 | Kane Hemmings      | England      | FC Dundee        |
| Februar   | 2016 | Paul Paton         | Nordirland   | Dundee United    |
| März      | 2016 | Jackson Irvine     | Australien   | Ross County      |
| April     | 2016 | Patrick Roberts    | England      | Celtic Glasgow   |

## Saison 2016/17

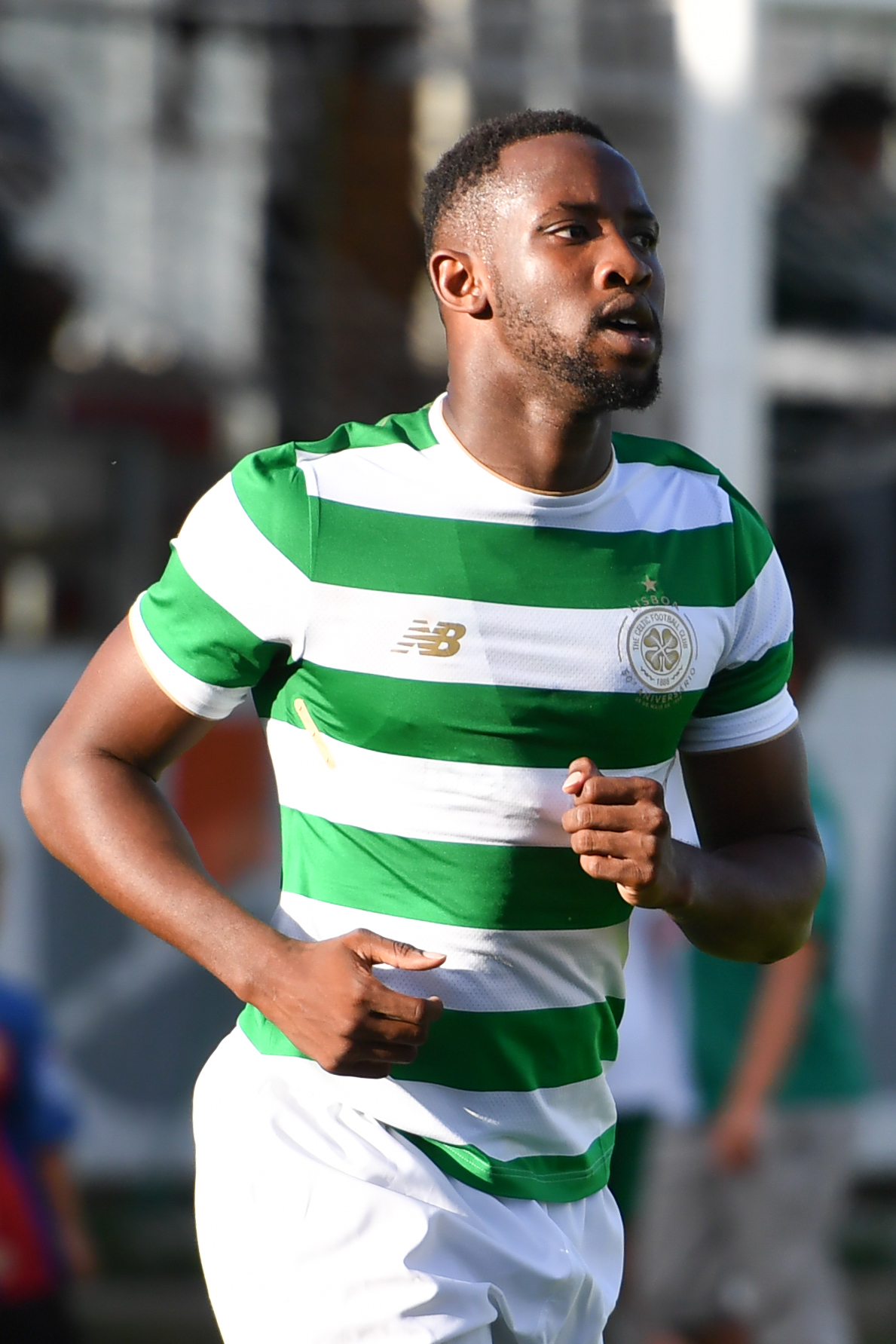
Moussa Dembélé

| Monat     | Jahr | Spieler                     | Nationalität                | Verein                      |
| --------- | ---- | --------------------------- | --------------------------- | --------------------------- |
| August    | 2016 | Liam Boyce                  | Nordirland                  | Ross County                 |
| September | 2016 | Moussa Dembélé              | Frankreich                  | Celtic Glasgow              |
| Oktober   | 2016 | Adam Barton                 | Nordirland                  | Partick Thistle             |
| November  | 2016 | Bjørn Maars Johnsen         | Norwegen                    | Heart of Midlothian         |
| Dezember  | 2016 | Stuart Armstrong            | Schottland                  | Celtic Glasgow              |
| Januar    | 2017 | Winterpause (keine Vergabe) | Winterpause (keine Vergabe) | Winterpause (keine Vergabe) |
| Februar   | 2017 | Moussa Dembélé              | Frankreich                  | Celtic Glasgow              |
| März      | 2017 | Stuart Armstrong            | Schottland                  | Celtic Glasgow              |
| April     | 2017 | Liam Boyce                  | Nordirland                  | Ross County                 |

## Saison 2017/18
| Monat     | Jahr | Spieler                     | Nationalität                | Verein                      |
| --------- | ---- | --------------------------- | --------------------------- | --------------------------- |
| August    | 2017 | Michael O’Halloran          | Schottland                  | FC St. Johnstone            |
| September | 2017 | Louis Moult                 | England                     | FC Motherwell               |
| Oktober   | 2017 | Kieran Tierney              | Schottland                  | Celtic Glasgow              |
| November  | 2017 | David Templeton             | Schottland                  | Hamilton Academical         |
| Dezember  | 2017 | Kris Boyd                   | Schottland                  | FC Kilmarnock               |
| Januar    | 2018 | Winterpause (keine Vergabe) | Winterpause (keine Vergabe) | Winterpause (keine Vergabe) |
| Februar   | 2018 | Josh Windass                | England                     | Glasgow Rangers             |
| März      | 2018 | Stephen O’Donnell           | Schottland                  | FC Kilmarnock               |

## Saison 2018/19

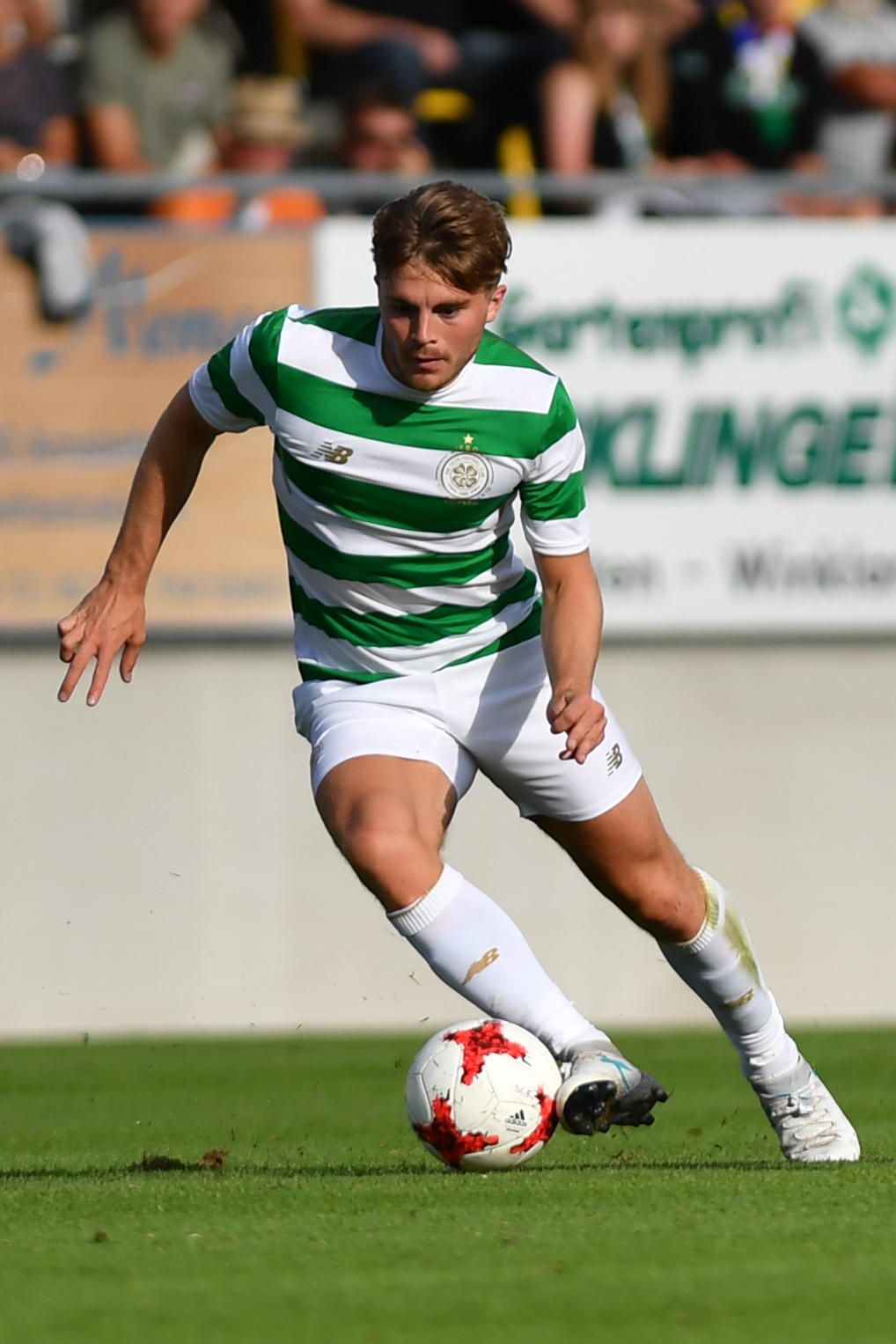
James Forrest

| Monat     | Jahr | Spieler                     | Nationalität                | Verein                      |
| --------- | ---- | --------------------------- | --------------------------- | --------------------------- |
| August    | 2018 | Tony Watt                   | Schottland                  | FC St. Johnstone            |
| September | 2018 | Steven Naismith             | Schottland                  | Heart of Midlothian         |
| Oktober   | 2018 | James Forrest               | Schottland                  | Celtic Glasgow              |
| November  | 2018 | Ryan Christie               | Schottland                  | Celtic Glasgow              |
| Dezember  | 2018 | Sam Cosgrove                | England                     | FC Aberdeen                 |
| Januar    | 2019 | Winterpause (keine Vergabe) | Winterpause (keine Vergabe) | Winterpause (keine Vergabe) |
| Februar   | 2019 | Jake Hastie                 | Schottland                  | FC Motherwell               |
| März      | 2019 | Odsonne Édouard             | Frankreich                  | Celtic Glasgow              |
| April     | 2019 | Scott Arfield               | Kanada                      | Glasgow Rangers             |

## Saison 2019/20

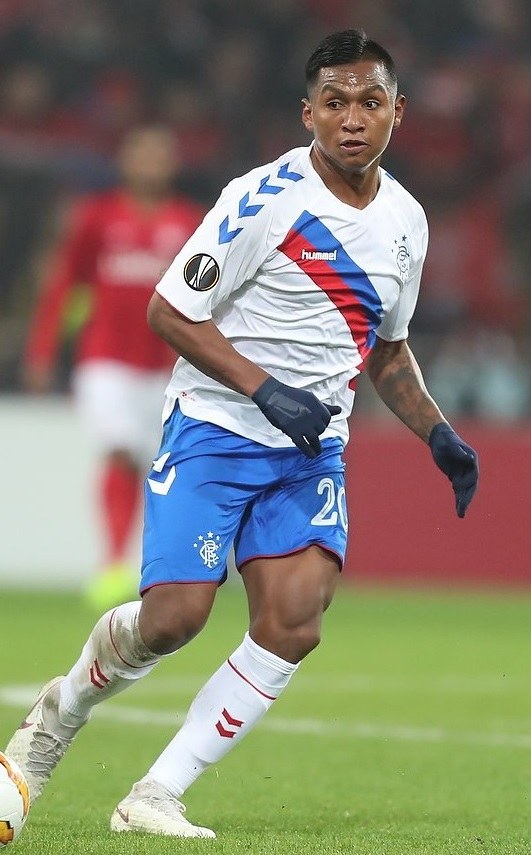
Alfredo Morelos

| Monat     | Jahr | Spieler             | Nationalität | Verein              |
| --------- | ---- | ------------------- | ------------ | ------------------- |
| August    | 2019 | Odsonne Édouard     | Frankreich   | Celtic Glasgow      |
| September | 2019 | Alfredo Morelos     | Kolumbien    | Glasgow Rangers     |
| Oktober   | 2019 | Mohamed Elyounoussi | Norwegen     | Celtic Glasgow      |
| November  | 2019 | Christian Doidge    | Wales        | Hibernian Edinburgh |
| Dezember  | 2019 | Martin Boyle        | Australien   | Hibernian Edinburgh |
| Januar    | 2020 | Odsonne Édouard     | Frankreich   | Celtic Glasgow      |
| Februar   | 2020 | Billy McKay         | Nordirland   | Ross County         |

## Saison 2020/21

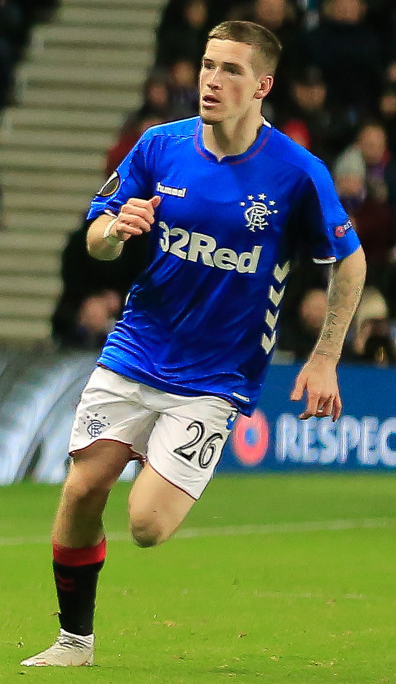
Ryan Kent

| Monat     | Jahr | Spieler         | Nationalität | Verein          |
| --------- | ---- | --------------- | ------------ | --------------- |
| August    | 2020 | Ryan Kent       | England      | Glasgow Rangers |
| September | 2020 | James Tavernier | England      | Glasgow Rangers |
| Oktober   | 2020 | Connor Goldson  | England      | Glasgow Rangers |
| November  | 2020 | James Tavernier | England      | Glasgow Rangers |
| Dezember  | 2020 | David Turnbull  | Schottland   | Celtic Glasgow  |
| Januar    | 2021 | Scott Robinson  | Schottland   | FC Livingston   |
| Februar   | 2020 | Odsonne Édouard | Frankreich   | Celtic Glasgow  |
| März      | 2020 | Alfredo Morelos | Kolumbien    | Glasgow Rangers |
| April     | 2020 | Kyle Lafferty   | Nordirland   | FC Kilmarnock   |

## Saison 2021/22

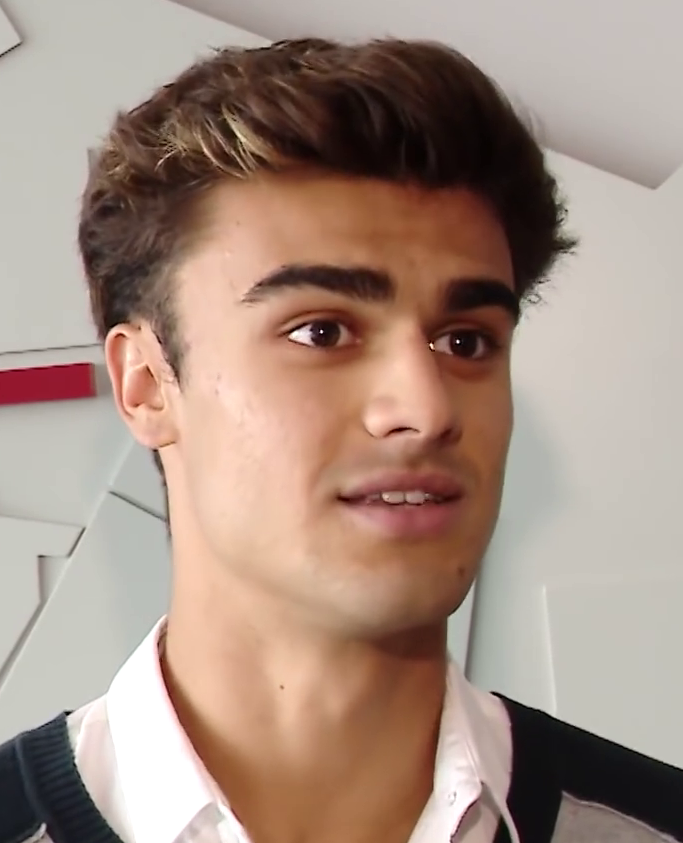
Jota

| Monat     | Jahr | Spieler              | Nationalität       | Verein              |
| --------- | ---- | -------------------- | ------------------ | ------------------- |
| August    | 2021 | Martin Boyle         | Australien         | Hibernian Edinburgh |
| September | 2021 | Ian Harkes           | Vereinigte Staaten | Dundee United       |
| Oktober   | 2021 | Jota                 | Portugal           | Celtic Glasgow      |
| November  | 2021 | Jota                 | Portugal           | Celtic Glasgow      |
| Dezember  | 2021 | Alfredo Morelos      | Kolumbien          | Glasgow Rangers     |
| Januar    | 2022 | Regan Charles-Cook   | Grenada            | Ross County         |
| Februar   | 2022 | Bruce Anderson       | Schottland         | FC Livingston       |
| März      | 2022 | Georgios Giakoumakis | Griechenland       | Celtic Glasgow      |
| April     | 2022 | Jota                 | Portugal           | Celtic Glasgow      |

## Saison 2022/23

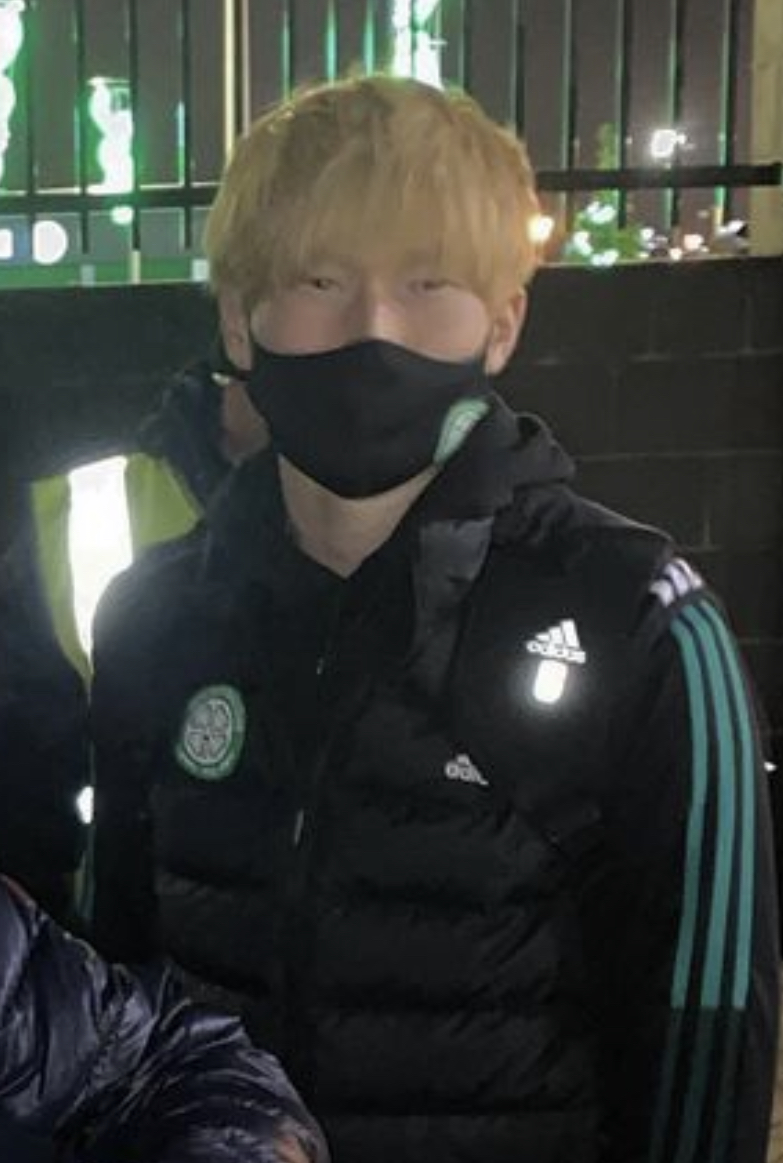
Kyōgo Furuhashi

| Monat     | Jahr | Spieler           | Nationalität | Verein              |
| --------- | ---- | ----------------- | ------------ | ------------------- |
| August    | 2022 | Kyōgo Furuhashi   | Japan        | Celtic Glasgow      |
| September | 2022 | Antonio Čolak     | Kroatien     | Glasgow Rangers     |
| Oktober   | 2022 | Antonio Čolak     | Kroatien     | Glasgow Rangers     |
| November  | 2022 | Sead Hakšabanović | Montenegro   | Celtic Glasgow      |
| Dezember  | 2022 | Kyōgo Furuhashi   | Japan        | Celtic Glasgow      |
| Januar    | 2023 | Kevin Nisbet      | Schottland   | Hibernian Edinburgh |
| Februar   | 2023 | Reo Hatate        | Japan        | Celtic Glasgow      |
| März      | 2023 | Luís Lopes        | Kap Verde    | FC Aberdeen         |
| April     | 2023 | Kevin van Veen    | Niederlande  | FC Motherwell       |

## Saison 2023/24

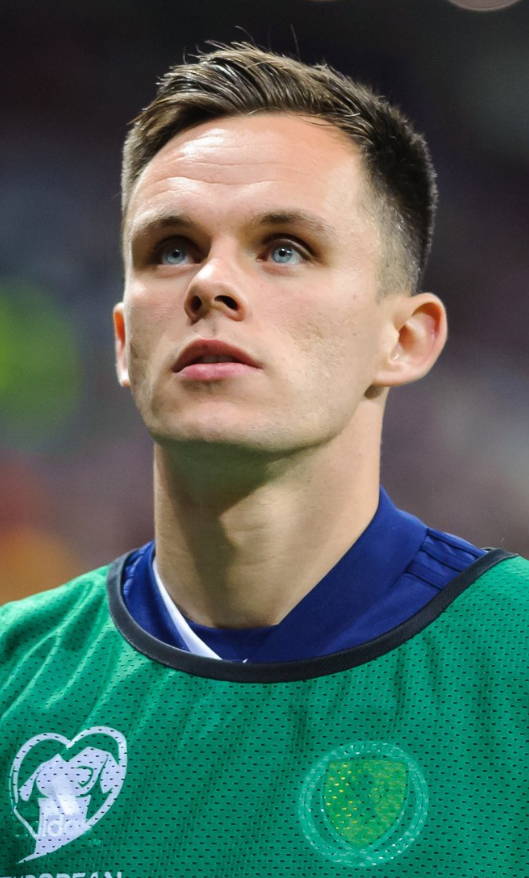
Lawrence Shankland

| Monat     | Jahr | Spieler            | Nationalität | Verein              |
| --------- | ---- | ------------------ | ------------ | ------------------- |
| August    | 2023 | Ryan Strain        | Australien   | FC St. Mirren       |
| September | 2023 | Matt O’Riley       | Dänemark     | Celtic Glasgow      |
| Oktober   | 2023 | Abdallah Sima      | Senegal      | Glasgow Rangers     |
| November  | 2023 | Lawrence Shankland | Schottland   | Heart of Midlothian |
| Dezember  | 2023 | Lawrence Shankland | Schottland   | Heart of Midlothian |
| Januar    | 2024 | Alan Forrest       | Schottland   | Heart of Midlothian |
| Februar   | 2024 | Blair Spittal      | Schottland   | FC Motherwell       |
| März      | 2024 | Myziane Maolida    | Komoren      | Hibernian Edinburgh |
| April     | 2024 | Luke McCowan       | Schottland   | FC Dundee           |

## Saison 2024/25

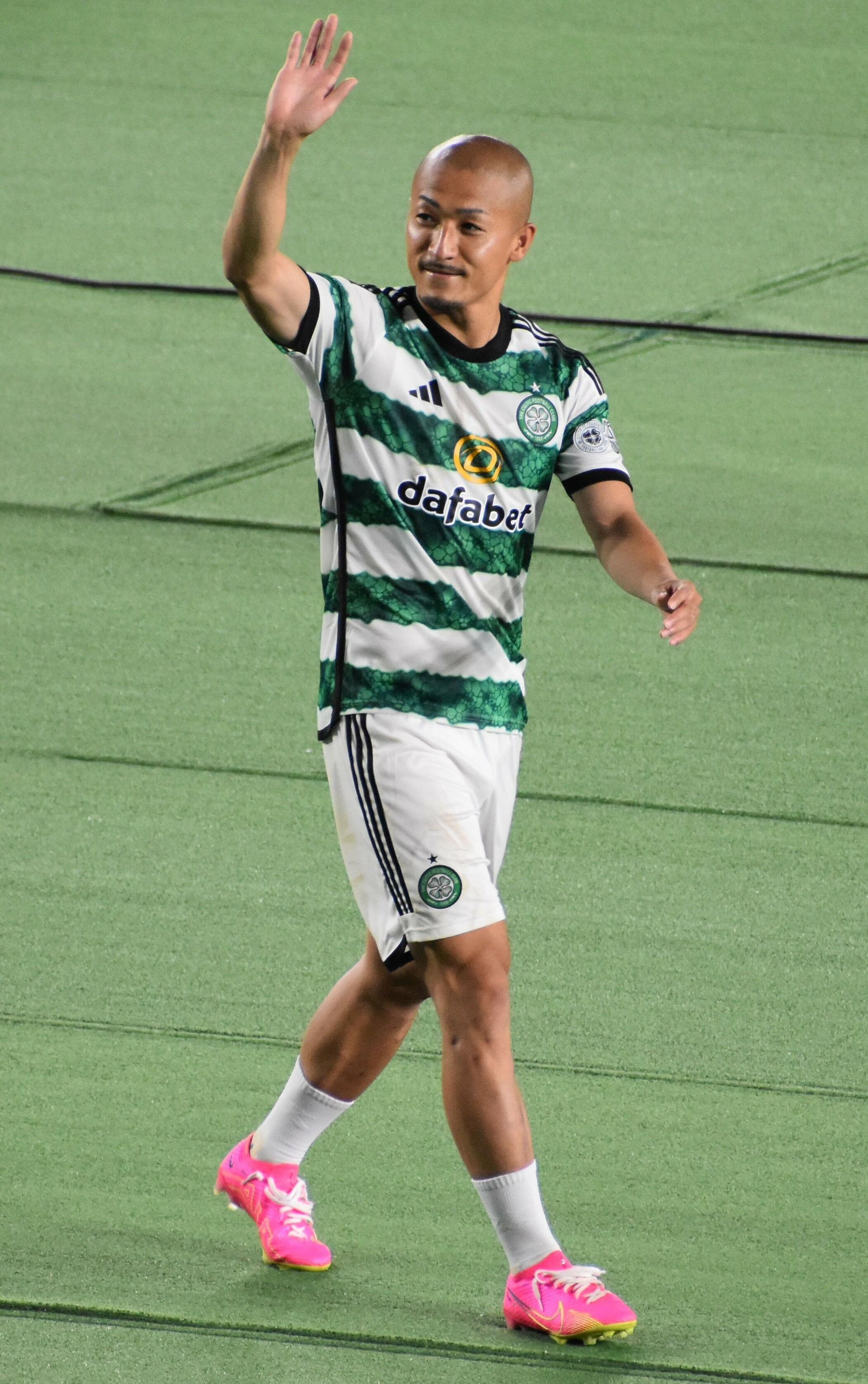
Daizen Maeda

| Monat     | Jahr | Spieler         | Nationalität | Verein              |
| --------- | ---- | --------------- | ------------ | ------------------- |
| August    | 2024 | Callum McGregor | Schottland   | Celtic Glasgow      |
| September | 2024 | Lennon Miller   | Schottland   | FC Motherwell       |
| Oktober   | 2024 | Nicky Devlin    | Schottland   | FC Aberdeen         |
| November  | 2024 | Sam Dalby       | England      | Dundee United       |
| Dezember  | 2024 | Nicky Cadden    | Schottland   | Hibernian Edinburgh |
| Januar    | 2025 | Hamza Igamane   | Marokko      | Glasgow Rangers     |
| Februar   | 2025 | Daizen Maeda    | Japan        | Celtic Glasgow      |
| März      | 2025 | Daizen Maeda    | Japan        | Celtic Glasgow      |
| April     | 2025 | Simon Murray    | Schottland   | FC Dundee           |